# Krysantemum
Krysantemum (Chrysanthemum morifolium) är en flerårig ört i familjen korgblommiga växter. Det är den viktigaste hybriden i släktet krysantemer. Det finns en risk att det vetenskapliga namnet är ogiltigt enligt den botaniska koden (IPNI) och måste ändras.
Bladen är djupflikiga och lite håriga. De påminner om vissa asterarter eller margeriter. Krysantemum blir mellan 30 och 90 centimeter hög.
Det finns en stor mängd sorter av denna hybrid som skiljer sig mycket till utseendet. En del har fyllda blommor, vissa har skedformiga blomblad, andra har enkla blommor och liknar prästkrage. Det finns även en mängd olika färger.  

## Odling
Krysantemum odlas och säljs ofta som krukväxter, men passar lika bra som flerårig växt i trädgården. I Sverige är den härdig åtminstone i zon 1-2. Eventuellt kan den behöva vintertäckas.
Det går ganska lätt att driva den från frö, men man kan lika bra föröka dem med sticklingar som rotar sig direkt i jorden. Bästa tid är på våren. För att få en knubbigare planta toppas unga plantor. Krysantemum trivs bäst i fuktbevarande men väldränerad jord som kan vara både sand- och lerblandad, och soligt till halvskuggigt läge. Som krukväxt behöver den regelbunden vattning för att inte fälla blommor och knoppar. I försök har den konstaterats vara en av de effektivaste växterna på att ta upp och binda bensen ur luften.

## Synonymer
Det finns en mängd vetenskapliga synonymer:
Anthemis artemisiifolia Willdenow
Anthemis grandiflora Ramatuelle
Anthemis stipulacea Moench
Chrysanthemum grandiflorum (Ramatuelle) hort.?
Chrysanthemum hortorum L.H.Bailey
Chrysanthemum sinense Sabine ex Sweet
Chrysanthemum stipulaceum (Moench) W.Wight
Dendranthema grandiflorum (Ramatuelle) Kitam.
Dendranthema morifolium (Ramatuelle) Tzvelev
Dendranthema sinense (Sabine ex Sweet) Des Moul.
Matricaria morifolia (Ramatuelle) Ramatuelle
Pyrethrum sinense (Sabine ex Sweet) DC.
Tanacetum morifolium (Ramatuelle) Kitam.
Tanacetum sinense (Sabine ex Sweet) C.H.Schultz